# Etlingera sublimata
Etlingera sublimata là một loài thực vật có hoa trong họ Gừng. Loài này được Karl Moritz Schumann đặt tên khoa học đầu tiên năm 1899 dưới danh pháp Amomum brachychilus, nhưng không có mô tả khoa học kèm theo. Năm 2012, Axel Dalberg Poulsen mô tả loài này trong chi Etlingera dưới danh pháp thay thế là Etlingera sublimata.

## Phân bố
Loài này có tại miền trung Sulawesi.